# گونسالو کوریل
گونسالو کوریل (اسپانیایی: Gonzalo Curiel‎؛ ۱۰ ژانویه ۱۹۰۴ – ۴ ژویه ۱۹۵۸) یک آهنگ‌ساز اهل مکزیک بود.
از فیلم‌ها یا مجموعه‌های تلویزیونی که وی در آن‌ها نقش داشته‌است می‌توان به جادوگر و سه النا اشاره نمود.